# Campact
Campact [kæmpækt] ist ein deutscher Verein, der Online-Kampagnen organisiert. Campact bezeichnet sich selbst als „Kampagnen-Organisation, mit der über 3,5 Millionen Menschen entschlossen für progressive Politik eintreten und unsere Demokratie verteidigen“. Dabei baut die Organisation mit Hilfe von Appellen politischen Druck auf. Die Appelle wenden sich oft an politische Gremien, aber auch an Unternehmen. Seine genauen politischen Positionen definiert Campact nicht näher und positioniert sich nur bei Themen wie der Energiewende und der Ökologischen Landwirtschaft Kampagnen-unabhängig.
Die 2004 entstandene Nichtregierungsorganisation mit Sitz in Berlin orientierte sich zunächst an der US-amerikanischen Online-Plattform MoveOn. Als internetbasiertes Beteiligungsforum in Form eines eingetragenen Vereins richten sich Teilnehmer mit Protest-E-Mails gebündelt in Form von Online-Petitionen an politische Entscheidungsträger.
Campact hat mehr als drei Millionen Menschen verzeichnet, die sich an den Kampagnen beteiligen. Der Verein ist neben anderen Organisationen Träger einer jährlich Anfang Januar unter dem Motto Wir haben es satt! in Berlin stattfindenden Demonstration.

## Prioritäten
Campact organisiert Kampagnen zu einer großen Bandbreite politischer Themen. Konkret gehört dazu unter anderem der Schutz der natürlichen Lebensgrundlagen und die Stärkung demokratischer Teilhabe. Die Analysen und Positionen von Campact wurden in der Gründungsphase durch einen Beraterkreis unterstützt, der inzwischen nicht mehr aktiv ist. Bei den Kampagnen kooperiert Campact häufig mit Fachorganisationen.

## Struktur und Finanzierung
Campact ist ein eingetragener Verein, der von einem vierköpfigen geschäftsführenden Vorstand geleitet wird, der an zwölf Vollmitglieder berichtet. Das Budget betrug 2011 rund zwei Millionen Euro aus Spenden und Förderbeiträgen, 2018 verfügte die Organisation über einen Etat von 10,1 Mio. Euro. 2014 wurden in Berlin und in Verden 22,5 Vollzeitstellen vorgehalten, für 2018 sind über 60 Mitarbeiter benannt. Für das Jahr 2023 gab Campact an, 109 Mitarbeiter (entsprechend 87 Vollzeitstellen) fest angestellt und außerdem studentische Hilfskräfte, Praktikanten und FSJler beschäftigt zu haben.
Zu Beginn wurde der Verein durch private Fördermittel finanziert; 2009 waren dies die European Climate Foundation, die Bewegungsstiftung, die Stiftung GEKKO, die Stiftung „bridge“ und die Hans-Böckler-Stiftung. Die Organisation finanzierte sich seit 2011 ausschließlich aus Spenden und öffentlichen Förderbeiträgen.
Nachdem der Bundesfinanzhof dem globalisierungskritischen Netzwerk Attac die Gemeinnützigkeit entzogen hatte, gründete Campact im Juli 2019 eine Stiftung, die die eigene Arbeit finanzieren sollte. Im selben Jahr wurde auch Campact der Status einer gemeinnützigen Organisation aberkannt. Das Finanzamt gab zur Begründung an, die Organisation sei überwiegend allgemeinpolitisch tätig gewesen. Campact habe Kampagnen zu Themen durchgeführt, die keinem gemeinnützigen Zweck der Abgabenordnung zugeordnet werden könnten.
Seit Aberkennung der Gemeinnützigkeit hat der Verein keine Zuwendungen aus dem Bundeshaushalt erhalten.

## Geschichte

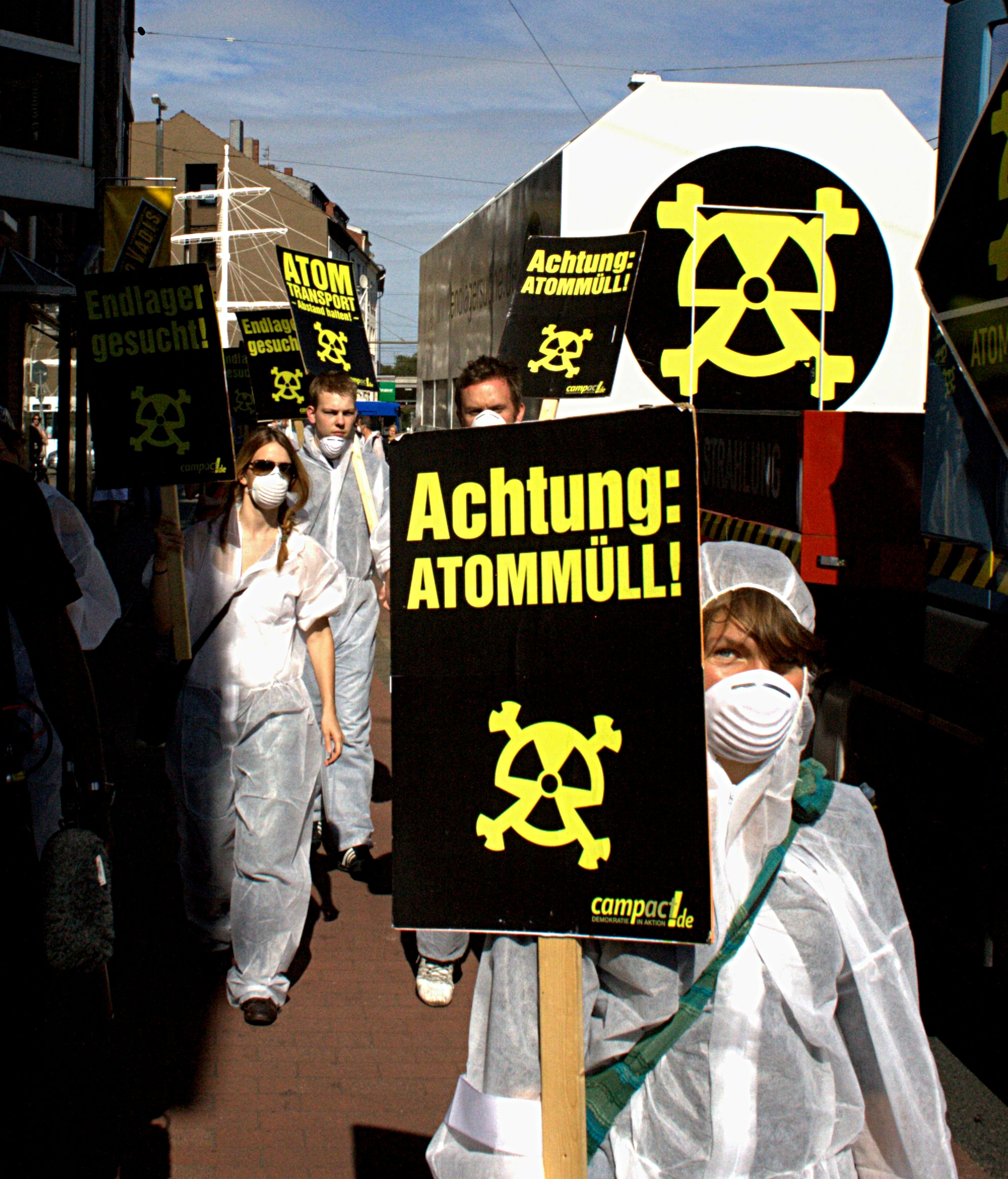
campact-Aktion am 31. August 2009 in Bremen bei der Kampagne Endlagersuche

Campact ist als Verein organisiert, startete als Organisation im Ökozentrum Verden und kooperierte mit anderen dort aktiven Gruppen. Da ein Großteil der Aktionen in Berlin stattfand, baute Campact seine Strukturen auch dort auf. Später wurde auch Berlin offizieller Sitz des Vereins.
Nach der Gründung der international tätigen Online-Kampagnen-Plattform Avaaz durch MoveOn.org und andere US-amerikanische Organisationen gewann der Internetaktivismus mit der britischen Open Rights Group sowie 38 Degrees auch in Europa an Fahrt. Schließlich entstanden auch die europaweit tätigen „Avanti Europe!“ und WeMove.eu.
Campact unterstützt die im Juni 2010 von Transparency International Deutschland e. V. gestartete Initiative Transparente Zivilgesellschaft und veröffentlicht einmal jährlich einen Transparenzbericht. Einheitliche Veröffentlichungspflichten für gemeinnützige Organisationen – ein Status, den Campact bis 2019 innehatte – gibt es in Deutschland bisher nicht. Campact hat sich selbst verpflichtet, Informationen über Ziele, Mittelherkunft, Mittelverwendung und Entscheidungswege nach den Richtlinien der Initiative zu veröffentlichen.
Ein Kampagnennetzwerk betreibt die Kampagne „Kein Freibrief für Steuerbetrüger“ gegen das Steuerabkommen Deutschland–Schweiz. Sie wird getragen von Campact, Tax Justice Network, Attac Deutschland, der Verdi-Fachgruppe Finanz- und Steuerverwaltung, der Initiative Vermögender für eine Vermögensabgabe, medico international und dem Südwind-Institut. Sie wendet(e) sich explizit an die SPD.
Seit Oktober 2017 veröffentlicht die Organisation in einer eigenen Rubrik auf ihrer Website Fehler, Korrekturen oder Präzisierungen eigener Aussagen, etwa aus ihrem Newsletter.
2015 machte der Organisation die von ihr aufgebaute Datenbank Probleme. Sie war offenbar nicht mit den Kriterien des Datenschutzes vereinbar aufgebaut worden und die Landesbeauftragte für den Datenschutz in Niedersachsen, Barbara Thiel leitete im September 2015 ein Verfahren gegen Campact wegen Verstößen gegen das Datenschutzgesetz ein. Bemängelt wurde, dass Campact personenbezogene Daten sammle, verarbeite und speichere, ohne die ausdrückliche Einwilligung der Bürger einzuholen. Daraufhin änderte Campact sein Newsletter-Bestellverfahren und die Datenschutzbehörde erklärte: „Unsere Forderungen sind umgesetzt“. Sanktionen wegen Rechtsverstößen verhängte die Behörde nicht.
In der Nacht zum 9. Januar 2018 wurde auf eine Lagerhalle von Campact am Ökozentrum Verden ein Brandanschlag verübt. In der 200 Quadratmeter-Halle lagerten über 2500 Aktionsmaterialien der Organisation. Banner, Kostüme, Masken, Fahnen, Megafone und Werkzeug verbrannten. Die Feuerwehr konnte ein Übergreifen des Brandes auf den benachbarten Supermarkt verhindern. Weil von einem politischen Motiv ausgegangen wurde, übernahm der Staatsschutz die Ermittlungen. Nach Schätzungen der Polizei lag der Schaden im fünfstelligen Bereich.

## WeAct
WeAct ist die Petitionsplattform der Kampagnen-Organisation Campact, über die sich Bürgerinnen und Bürger seit 2015 mit Petitionen an die Politik oder Unternehmen wenden können. Die Petenten agieren zum Teil unter Pseudonym. In der Selbstbeschreibung schließt WeAct aus, rechtspopulistische und demokratiefeindliche Forderungen zu unterstützen. Der Plattform wurde ein Einfluss zugeschrieben auf die Entscheidung von Bahnhofsbuchhändlern, das rechtsextreme Compact-Magazin aus dem Sortiment zu nehmen. Öffentliche Aufmerksamkeit erregte 2023/24 eine Petition über WeAct, die für den AfD-Politiker Björn Höcke eine Grundrechtsverwirkung nach Artikel 18 GG fordert. Mit knapp 1,7 Millionen Unterschriften ist sie die bislang größte Petition Deutschlands.

## Demokratie-Stiftung Campact
Als Reaktion auf die Debatten über die Gemeinnützigkeit von Organisationen, die tagespolitische Kampagnen führten, entschloss sich Campact e. V. 2019, eine Stiftung zu gründen. Die Stiftung versteht sich als Teil der von Campact initiierten Bürgerbewegung. Sie soll als Plattform für Spenden, Zustiftungen und testamentarische Zuwendungen dienen. Die Stiftung kann auch Projekte außerhalb des Vereins fördern.

## Rezeption und Kritik
Einige Beobachter stellen die langfristige Wirksamkeit der von Campact betriebenen Kampagnen in Frage. Besonders die Konzentration auf öffentlichkeitswirksame Online-Kampagnen ohne oder mit geringen realweltlichen Aktionen wird innerhalb sozialer Bewegungen kritisch gesehen. Campact sei in der Klimabewegung zwar umstritten, schreibt Hanna Poddig, die Kritik werde aber oft nur indirekt geäußert, da viele kleine Organisationen zu abhängig von den lukrativen Kooperationen mit Campact seien. Attac Deutschland kritisiert, Campact nutze zwar das inhaltliche Knowhow seiner Kooperationspartner, respektiere aber häufig deren demokratische Entscheidungsprozesse nicht; sie seien für Campact zu langsam und ineffizient. In der Folge würde Campact mitunter seinen Partnern sein Tempo sowie seine Denk- und Arbeitsweisen aufzwingen. Wenn die Verdener ein Thema übernähmen, ziehe das häufig die öffentliche Aufmerksamkeit von inhaltlich differenziert arbeitenden Fach-Organisationen ab. Auch die Herangehensweise, bei aktuell verhandelten Themen nur dann politischen Druck und Dringlichkeit aufzubauen, wenn ein hohes Konsenspotential zu erwarten ist, verstelle den Blick für eine wirklich langfristige alternative Politik.

„Sowohl hinter den verbalradikalen Phrasen als auch hinter Forderungen zur Änderung belangloser Nachkommastellen steckt die immer gleiche Realpolitik. Campact schreibt nicht, wovon die dort angestellten Menschen überzeugt sind, sondern immer nur das, von dem sie denken, es sei potentiell mehrheitsfähig.“

2015 forderte der wirtschaftspolitische Sprecher der CDU-Bundestagsfraktion Joachim Pfeiffer, die Gemeinnützigkeit von Campact durch die Finanzverwaltung überprüfen zu lassen. Für unvereinbar mit dem Status der Gemeinnützigkeit hält Pfeiffer, dass Campact Kampagnen zu tagespolitischen Themen ins Werk setzt. Laut taz und Neues Deutschland nahm Pfeiffer die Organisation hingegen aufgrund ihrer Kritik am Handelsabkommen TTIP ins Visier. Statt mit politischen Argumenten versuche der TTIP-Befürworter Pfeiffer, Campact über die Gemeinnützigkeit anzugreifen. Campact selbst bezeichnete Pfeiffers Vorstoß als „Versuch, Kritiker mundtot zu machen“. Inzwischen wurde Campact tatsächlich die Gemeinnützigkeit aberkannt. Nach Campact müssen Unklarheiten im deutschen Gemeinnützigkeitsrecht beseitigt werden, damit sich so etwas nicht wiederholen könne.
Zur Bundestagswahl im Februar 2025 warnte Campact in einem Aufruf davor, kleine Parteien zu wählen, da davon indirekt Union und AfD profitieren würden. Einige der Kleinparteien reagierten darauf mit Kritik. So bezeichnete Dennis Landgraf von der Tierschutzpartei die Kampagne als „grob fahrlässig“. Wer taktisch wähle, könne langfristig nicht die erhofften Veränderungen herbeiführen. Gina Nießer, Sprecherin der Partei Volt, beklagte die Untergrabung des demokratischen Wettbewerbs durch eine „systematische Unsichtbarkeit kleiner Parteien“ und die Fokussierung der Medien auf etablierte Parteien.

## Kampagnen und Aktionen
Campact hat bisher zum Beispiel Kampagnen für mehr Transparenz über Nebeneinkünfte von Abgeordneten, gegen ein Comeback der Atomenergie, für Alternativen zur Erhöhung der Mehrwertsteuer, gegen Softwarepatente, für Volksentscheide auf Bundesebene, für ein restriktives Gentechnikgesetz, gegen Steuerflucht und gegen die Privatisierung der Deutschen Bahn organisiert. Ziel von Campact-Kampagnen ist zum einen, die Kommunikation zwischen Bürgern und Politik bei aktuellen politischen Themen zu stärken. Zum anderen will es Campact Bürgern ermöglichen, Politik mit Online-Aktionen zu beeinflussen. Sie sollen genau dann aktiv sein können, wenn politische Entscheidungen anstehen.

### 2005
Im Jahr 2005 organisierte Campact eine Kampagne für die Offenlegung der Nebeneinkünfte von Abgeordneten. In Kooperation mit Attac, BUND, Transparency International und Mehr Demokratie e. V. begleiteten Bürger mit Online-Aktionen den politischen Prozess und forderten verschärfte Transparenzregeln. Die Kampagne trug mit dazu bei, dass Ende 2005 schärfere Veröffentlichungsregeln erlassen wurden.
Im April 2005 begann Campact gemeinsam mit dem Linux-Verband und Attac eine Kampagne gegen die geplante Richtlinie für Softwarepatente in der Europäischen Union. Etwa 5.000 Teilnehmer luden ein Bild von sich als Teil einer Online-Demonstration auf die Campact-Internetseite. Die Online-Demonstration wurde am Tag der Abstimmung als Banner vor dem Europäischen Parlament entrollt. Am 5. Juli 2005 lehnte das Parlament die Richtlinie ab, gegen die es breiten Protest in ganz Europa gegeben hatte.
Zusammen mit dem BUND und X-tausendmal quer organisiert Campact seit September 2005 die Anti-Atom-Kampagne „.ausgestrahlt“. Damit soll ein Comeback der Kernenergie verhindert werden. Mit Online-Aktionen und Präsenz vor Ort begleitete das Bündnis die Koalitionsverhandlungen. „.ausgestrahlt“ ist inzwischen eine eigenständige Organisation.

### 2006
Im Januar 2006 begann Campact eine Kampagne gegen eine Verwässerung der Haftungsregeln durch eine Novellierung des Gentechnikgesetzes. Campact mobilisierte Unterstützer für eine Ballon-Aktion im Bereich Gentechnik. 13.000 Luftballons bildeten im November im Regierungsbezirk den Schriftzug „Gen-Food – Nein Danke!“ und wurden anschließend gemeinsam gestartet.
Im Herbst 2006 startete Campact eine Kampagne gegen die geplante Reform des Urheberrechts. Eine zunächst vorgesehene Bagatell-Klausel wurde auf Druck von Musik- und Medienkonzernen aus dem Gesetzentwurf gestrichen. Sie hätte alle, die Kopien nur in geringem Umfang und für den privaten Gebrauch herstellen, vor Strafverfolgung geschützt. Mit Streichung der Klausel besteht nach Ansicht von Campact die Gefahr der Kriminalisierung großer Bevölkerungsteile. Campact richtete „das erste Internet-Gefängnis der Welt“ ein, um gegen die geplante Urheberrechtsreform zu mobilisieren.

### 2007
Im Januar wurde die Kampagne „Spritfresser stoppen!“ gestartet. Damit sollen EU-weit verbindliche Obergrenzen für den Kohlenstoffdioxid-Ausstoß (CO2) von Neuwagen erreicht werden. Innerhalb von fünf Tagen folgten 12.000 Menschen dem Aufruf, eine Protest-E-Mail an die verantwortlichen Politiker zu schicken.
Im März startete Campact einen Online-Appell an die Bundesregierung, sich während der EU-Ratspräsidentschaft für strikte Grenzwerte beim Kohlenstoffdioxid-Ausstoß für Neuwagen einzusetzen und sich für eine nachhaltige Umweltpolitik in Deutschland und Europa starkzumachen. Im Juni überreichten Campact-Aktivisten im Vorfeld eines Treffens der EU-Umweltminister über 32.000 Unterschriften an Umweltminister Sigmar Gabriel.
In einer Online-Aktion, adressiert an die Fraktionsvorsitzenden von CDU und SPD, forderten Campact und über 5.000 Unterzeichner der Aktion im Mai 2007 die Umsetzung der vom Bundestag beschlossenen Regelungen zur Transparenz von Politiker-Nebeneinkünften, denen sich zahlreiche, zum Teil prominente Mitglieder des Bundestages widersetzen. Mittlerweile hat der Bundestag den Beschluss umgesetzt. Campact hatte sich über zwei Jahre immer wieder für eine Veröffentlichung der Nebeneinkünfte von Politikern eingesetzt.

### 2008
Im Jahresrückblick 2008 sind folgende Kampagnen aufgeführt:
- „Holt Galaze Salame nach Hause“
- „FingeRWEg von Belene“ (im bulgarischen Belene ist ein Kernkraftwerk geplant; RWE stieg im Oktober 2009 tatsächlich aus, seitdem liegt das Projekt auf Eis)
- „Steuerflucht stoppen“
- „Bahnprivatisierung stoppen“ (medienwirksame Präsentationen der über 11.000 Unterschriften zu dieser Forderung; im Oktober 2008 wurde die Bahnprivatisierung wegen der Finanzkrise auf unbestimmte Zeit verschoben, was Campact-Aktivisten zuvor in E-Mails gefordert hatten)
- „Gen-Mais“: Nur ein Verbot schützt (es ging um MON810, Verbraucherministerin Ilse Aigner ließ den Anbau in Deutschland im April 2009 verbieten)
- „Mut zum Klimaschutz, Frau Merkel“

### 2009

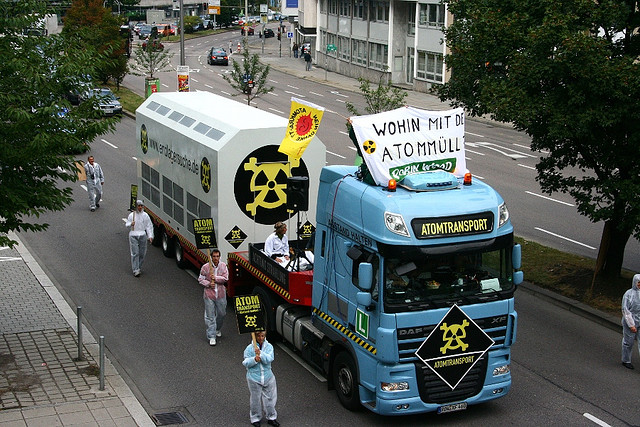
Bei der Demonstration der Kampagne „Endlagersuche“ in Stuttgart 2009

Vor der Bundestagswahl 2009 startete Campact im August 2009 eine neue Anti-Atom-Kampagne, zu der auch die Atom-Tour gehörte. Ein als Castor-Transport zurechtgemachter Wagen rollte durch zwölf deutsche Großstädte, darunter Berlin und Hamburg. Durch die fingierte Suche eines Endlagers für Atommüll in bevölkerungsreichen Städten sollte auf die ungelöste Endlagerproblematik der Kernkraft aufmerksam gemacht werden. Im Bündnis mit Bürgerinitiativen und Umweltverbänden rief Campact auch zu der Großdemo „Mal richtig abschalten“ am 5. September 2009 in Berlin auf. Die Veranstalter sprachen von über 50.000 Demonstrierenden sowie von 300 Traktoren. Um die Veranstaltung nicht parteipolitisch instrumentalisieren zu lassen, sprach kein Politiker auf dem Podium.

### 2010
2010 führte Campact weitere Online-Kampagnen und Aktionen durch, unter anderem für den Klimaschutz, für den Atomausstieg (z. B. Mobilisierung für und Beteiligung an der 120 Kilometer langen Menschenkette und Protesten in Berlin) und gegen Sparpläne der Bundesregierung mit der Forderung nach einem sozial gerechten Sparpaket. Campact startete die Aktion „Kopfpauschale Stoppen“ u. a. mit einer Aktion vor dem Bundestag in Berlin. Kampagnenpartner waren hier u. a. Ver.di und die Diakonie. Campact unterstützte ab Oktober 2010 zusammen mit z. B. dem VCD und dem BUND Proteste gegen Stuttgart 21 und forderte einen Baustopp sowie einen Volksentscheid.

### 2011
Am 21. Mai 2011 startete Campact vor dem Atomkraftwerk Unterweser (bei Bremen) tausende Ballons aus einem 25 Meter breiten Radioaktivitätszeichen. Die Ballons symbolisierten eine radioaktive Wolke. Die Verbreitung der Ballons sollte demonstrieren, wie sich Radioaktivität bei einem GAU unaufhaltsam ausbreiten würde. An jedem der Ballons hing eine Karte; sie forderte den Finder des Ballons auf, den Fundort in einer Internet-Karte zu vermerken.

### 2012

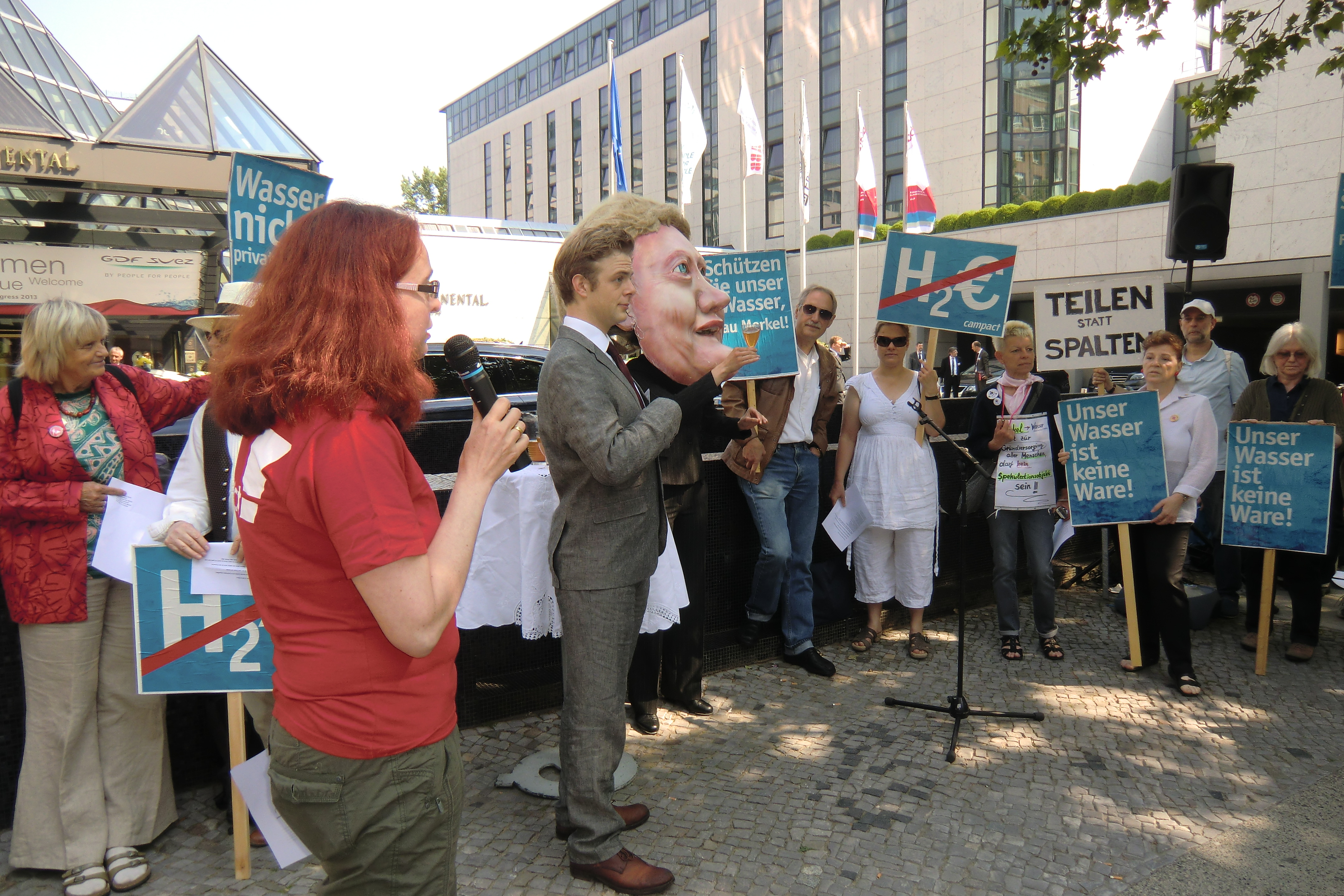
Demonstration in Berlin 2013 gegen die Privatisierung der Wasserversorgung

2012 richtete Campact einen Appell an die deutschen Abgeordneten des Europäischen Parlamentes, das geplante Anti-Counterfeiting Trade Agreement (ACTA) im Ausschuss für internationalen Handel des Europäischen Parlaments abzulehnen, der am 29. Februar 2012 darüber entscheiden soll. Hierfür hat Campact bereits über 70.000 Online-Unterschriften gesammelt.
In einer Petition vom Juni 2012 wurde Bundesgesundheitsminister Daniel Bahr aufgefordert, die prekäre Situation der Hebammen aufgrund der hohen Haftpflichtversicherungen zu verbessern („Hebammen sind unersetzlich“). Bis zum 18. Juni hatte die Petition mehr als 123.000 Unterstützer.
Im Juli startete Campact gemeinsam mit dem FoeBuD und der Verbraucherzentrale Bundesverband (vzbv) die Kampagne „Melderecht: Meine Daten sind keine Ware!“, die sich gegen Regelungen im geplanten Gesetz zur Fortentwicklung des Meldewesens richtet und die innerhalb von rund 24 Stunden mehr als 100.000 Unterstützer fand.
2012 schloss sich campact dem Bündnis Umfairteilen an. Seit Beginn 2014 ist campact nicht mehr im Trägerkreis genannt.

### 2013
Campact übte mit einem Appell Druck auf die Bundesregierung aus, damit diese sich in der EU einsetzt, Wasser zum Menschenrecht zu erklären.
Unter dem Motto „Zuflucht für Edward Snowden – Whistleblower schützen“ startete Campact am 3. Juli 2013 eine Kampagne, die sich an die Bundeskanzlerin und den Innenminister wendet, um eine Aufnahme von Edward Snowden in Deutschland zu erreichen.
Ende 2013 startete Campact eine Kampagne gegen das Freihandelsabkommen TTIP. Innerhalb von fünf Tagen kamen mehr als 250.000 Unterschriften zusammen. Im Juni 2014 waren es schon mehr als eine halbe Million, einen Monat später 100.000 Stimmen mehr.

### 2014
Die Kampagnen zu dem Handelsabkommen TTIP hat Campact 2014 als Schwerpunkt fortgesetzt und im Jahreslauf auch auf das geplante kanadisch-europäische Abkommen CETA ausgedehnt. Campact startete zusätzlich zu Online-Petitionen weitere Aktivitäten, unter anderem verteilten 24.000 bei Campact aktive Freiwillige zur Europawahl 2014 sechs Millionen Informationsblätter in Form von Türhängern, die über die Positionen der wichtigsten antretenden Parteien zu TTIP informierten. Bei Wahlveranstaltungen von Spitzenkandidaten protestierten von Campact mobilisierte Bürgerinnen und Bürger gegen TTIP, oft in der Form von Flashmobs. Zudem beteiligte sich Campact an Aktivitäten des Bündnisses „TTIP unFAIRhandelbar“ und als Unterstützer einer Europäischen Bürgerinitiative (EBI) „Stop TTIP“.
Mit sowohl elektronischen als auch gedruckten Publikationen und Erklärvideos steuerte Campact Beiträge zur Debatte in Deutschland rund um die Handelsabkommen bei: Die Broschüre TTIP „vor Ort“, verfasst von Thomas Fritz, thematisierte die Folgen von TTIP für Bundesländer und Kommunen. Das Erklärvideo von Campact zu den bei TTIP vorgesehenen Schiedsverfahren Investor-state dispute settlement (ISDS) hat inzwischen mehrere hunderttausend Zugriffe.
Zum TTIP-Protest konstatierte die Konrad-Adenauer-Stiftung im Mai 2015 rückblickend: „Im Zentrum der Protestaktivitäten in Deutschland steht der Verein ,Campact‘“.
Weitere Kampagnen von Campact im Jahr 2014
- richteten sich gegen die Zulassung des „Gen-Mais“ 1507[64]
- sprachen sich für Netzneutralität im Internet aus[65]
- für ein Verbot von Fracking[66] und
- für die weitere Stützung Erneuerbarer Energien gegenüber der Kohle- und Atomkraft.[67]
- Mit „Ein Bett für Edward Snowden“ solidarisierte sich Campact mit dem Whistleblower, der sich in einer persönlichen Grußbotschaft auf dem Kongress zum zehnjährigen Jubiläum von Campact bedankte.[59]
- Die Kampagne „Vielfalt gewinnt“ war Teil der Kontroverse um den Bildungsplan 2015 (Baden-Württemberg). Sie sprach sich für „zeitgemäße Informationen im Sexualkundeunterricht über die Bandbreite sexueller Beziehungsformen“ in dem Bundesland aus.[59] Es war eine Gegenkampagne zur Online-Petition „Zukunft – Verantwortung – Lernen: Kein Bildungsplan unter der Ideologie des Regenbogens“[68]. Diese Petition war auf der offenen Plattform „openPetition“ gestartet worden, an der Campact selbst beteiligt ist.[69]
- Mit der Kampagne „Deutsche Bank: Nicht das Great Barrier Riff“ war Campact Teil einer internationalen Allianz aus Greenpeace, der australischen Kampagnenorganisation GetUp! und weiteren Organisationen, mit dem Ziel, einen Kohleverladehafen im australischen Abbot Point zu verhindern.[70] Die Deutsche Bank distanzierte sich von einem solchen Vorhaben, ebenso nachfolgend weitere potenzielle Finanzmittelgeber wie die HSBC und andere.[71][72]

### 2015

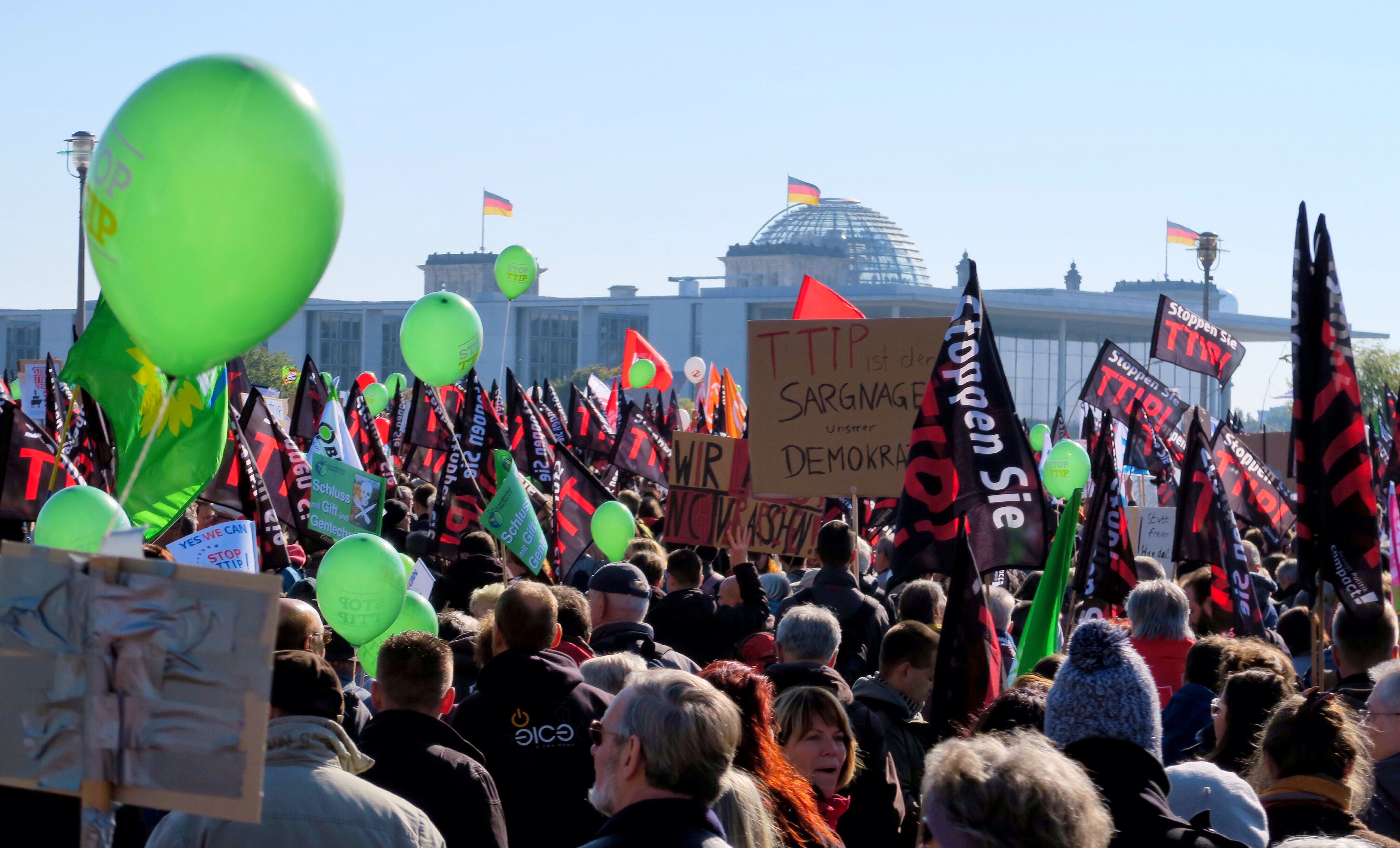
Demonstration am 10. Oktober 2015 in Berlin für einen gerechten Welthandel, gegen TTIP und CETA

- Während der Agrarministerkonferenz am 19. März 2015 in Bad Homburg übergab Campact 335.000 Unterschriften für ein bundesweites Gentechnik-Verbot und 210.000 Unterschriften für eine strengere Düngeverordnung.[73]
- Am 24. April 2015 protestierten von einem Bündnis organisiert nach Campact-Angaben mehr als 6.000 Menschen am Tagebau Garzweiler in einer acht Kilometer langen Menschenkette gegen weitere Braunkohle-Nutzung und Tagebaue.[74]
- Am 7. Mai 2015 protestierten bei Campact aktive Bürgerinnen und Bürger zusammen mit der „Aktion Agrar“ in Osnabrück während der Verbraucherschutzministerkonferenz für ein Verbot von Glyphosat.[75]
- Ende Mai startete eine Online-Kampagne gemeinsam mit dem Lesben- und Schwulenverband für eine „Ehe für alle“, die die erfolgreiche Volksabstimmung in Irland für eine Ehe auch von gleichgeschlechtlichen Paaren zum Vorbild nahm.[76]
- Im Juli begann eine Online-Kampagne von Campact gemeinsam mit Lobbycontrol, Digitalcourage, dem Forum Umwelt und Entwicklung und der österreichischen Kampagnenorganisation „aufstehn“ zu einem weiteren internationalen Abkommen TiSA, „Trade in Services Agreement“, zu grenzüberschreitenden Dienstleistungen und dem Handel damit. Die EU sowie weitere 23 Staaten, die zusammen mehr als zwei Drittel des globalen Handels von Dienstleistungen erbringen, sind beteiligt.[77]
- Im August gab es Aktivitäten von Campact zu „Asyl ist ein Menschenrecht“[78] Im Oktober schloss sich eine Vernetzungsinitiative an, „Das Willkommensnetz“, das über eine interaktive Karte Vor-Ort-Engagement stärken sollte. Ab 2016 sollte das Netz in einer Kooperation von der Amadeu Antonio Stiftung weitergeführt werden.[79]
- Am 10. Oktober demonstrierten zwischen 150.000 (Polizei-Schätzung) und 250.000 Menschen (Veranstalter-Schätzung) in Berlin gegen TTIP und CETA.[80] Zur Kundgebung aufgerufen hatte ein Bündnis von über 30 Organisationen.[81]

### 2016

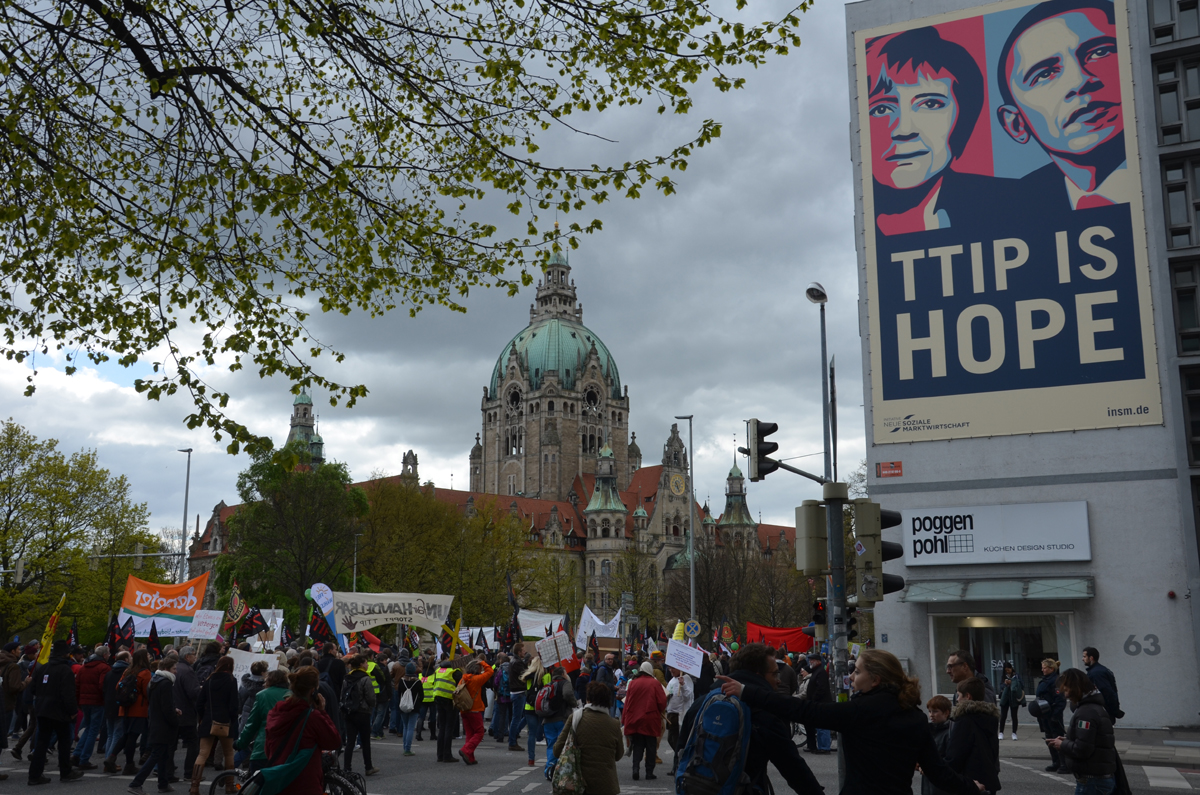
Während Zehntausende gegen TTIP und CETA in Hannover demonstrieren, hat die INSM im Obama-Stil pro-TTIP plakatiert

- Campact begann erstmals eine Kampagne, die nicht gegen die Politik der Regierung gerichtet ist, sondern gegen eine einzelne Partei, die AfD. Auf Wunsch einer Vielzahl ihrer Unterstützer stellte Campact die AfD in 10 Punkten kritisch dar.[82]
- Campact war Teil eines Bündnisses aus mehr als 130 Organisationen, das am 23. April 2016 in Hannover die Demonstration „Obama und Merkel kommen: TTIP & CETA stoppen! – Für einen gerechten Welthandel“ veranstaltete. Zwischen 35.000 (Polizei-Schätzung) und 90.000 (Veranstalter-Schätzung) lag die Zahl der Teilnehmenden.[83][84]

### 2017
- Campact gründete gemeinsam mit Fearless Democracy die NGO HateAid, zur Beratung und Unterstützung von Opfern von Online-Hass.[85]
- Anfang des Jahres 2017 startete Campact den “Aufbruch 2017” – eine Aktion, die in ihrer Form für die Bürgerbewegung neu war. Über 1.200 Unterstützer diskutierten untereinander über Visionen für die Gesellschaft. Anlass war die bevorstehende Bundestagswahl. Das Ergebnis der vielen deutschlandweiten Gesprächsrunden waren über 11.000 Vorschläge für progressive Politik. Campact bündelte sie und fragte seine Aktiven, welche der Forderungen ihnen besonders wichtig sind. Über 75.000 Menschen stimmten online den “Kompass für progressive Politik” ab. Bürgerinnen und Bürger gaben ihn in schriftlicher Form weiter an verschiedene Abgeordnete.[86]
- Campact hat 2017, gemeinsam mit mehreren Partnern, eine Europäische Bürgerinitiative (EBI) gestartet. Über eine Million Europäer haben für ein Glyphosat-Verbot unterzeichnet – und dabei einen Rekord aufgestellt: Noch nie hatte eine Europäische Bürgerinitiative (EBI) innerhalb von vier Monaten die Million geknackt.[87] Auf die hohe Beteiligung folgte ein Rückschlag: Agrarminister Christian Schmidt (CSU) stimmte auf EU-Ebene für die erneute Glyphosatzulassung – und zwar im Alleingang. Seine Abstimmung war weder mit Kanzlerin Merkel noch mit dem Koalitionspartner SPD abgesprochen.[88]
- 25.000 Menschen gingen im November 2017 in Bonn zum Weltklimagipfel auf die Straße. Dazu aufgerufen hatten Campact und weitere Gruppen, die sich für den Klimaschutz einsetzen. Es war die bis dahin größte Klima-Demo, die es in der Bundesrepublik gab.[89]
- Campact unterstützte 2017 einen Volksentscheid in München und bat alle Münchner im eigenen E-Mail-Verteiler, für den Entscheid zu stimmen. Das Ziel: eine Abschaltung des Steinkohlekraftwerks im Norden der Stadt. Bei dem Bürgerentscheid im November 2017 sprachen sich 60,2 Prozent der Wähler für den Kohle-Ausstieg bis 2022 aus.[90]
- Im Sommer 2017 plakatierte Campact in Brüssel gegen die Plastikflut. Insgesamt 190 Großplakate wandten sich direkt an die Europaabgeordneten. Auf den Bildern sah man einen Albatros, der an Plastikmüll verendet ist. So wollte die Bürgerbewegung die Abgeordneten motivieren, sich für eine Vermeidung von Plastikmüll und entsprechende Gesetze starkzumachen. Gemeinsam mit Bündnispartnern übergab Campact die Unterschriften von 600.000 Menschen an EU-Vizepräsident Frans Timmermanns. Dieser bekannte sich zu den Forderungen Campacts. Er sagte: “Ich bin euer Verbündeter, und ich werde mein Bestes geben, damit die EU eine ehrgeizige Plastik-Strategie vorlegen wird.”[91]

### 2018
Im Jahresrückblick 2018 werden folgende Kampagnen genannt:
- Wald retten, Kohle stoppen (zum Hambacher Forst)
- Klimaschutz nicht ausbremsen
- Grillkohle ohne Tropenholz (Rewe)
- Nicht schon wieder Bienenkiller (Neonicotinoide)
- Glyphosat: Runter vom Acker
- Hass im Netz
- Faire Handelspolitik (CETA, JEFTA, Mercosur)
- Gewinnverschiebung und Steuerflucht von Konzernen
- grundlegende Änderungen bei Hartz IV
- Dieselskandal: Autokonzerne zur Kasse bitten

### 2019
- Campact startete einen Online-Appell gegen das EU-Mercosur-Abkommen.[92]
- Campact unterstützt die Bewegung Fridays for Future.[93]
- Campact veröffentlichte die erste bundesweit repräsentative Studie zu Hass im Netz (Hate Speech).[94] Die Zahlen zeigten unter anderem, dass sich über die Hälfte der Befragten aus Angst vor Hass aus Online-Debatten zurückziehen.[95] Campact suchte das Gespräch mit Landespolitikern und forderte Maßnahmen, um Betroffene vor Hass zu schützen und Täter konsequent zu verfolgen. Seitdem planen mehrere Bundesländer ein stärkeres Vorgehen gegen Hate Speech.
- Nach Attac wurde im Oktober 2019 als Folge eines Urteils des Bundesfinanzhofes auch Campact e. V. die Gemeinnützigkeit entzogen.[96] Campact-Geschäftsführer Felix Kolb sagte dazu: „In Zeiten, wo Hunderttausende Menschen mit Campact für Klimaschutz und gegen Rechts auf der Straße streiten, wird deren Engagement als nicht gemeinnützig abgewertet und entwürdigt.“[97] Fast 300.000 Menschen unterschrieben einen Appell an Finanzminister Olaf Scholz (SPD) für eine moderne Form des Gemeinnützigkeitsrechts. Tatsächlich stoppte Scholz seine Reformpläne, um sie noch einmal zu überarbeiten.[98]

### 2020
- Mitte Mai 2020 rief Campact im Rahmen der Auswirkungen der COVID-19-Pandemie seine rund 2,3 Millionen Unterstützer per Mail dazu auf, sich nicht an den Protesten gegen die damaligen Coronaschutzmaßnahmen zu beteiligen.[99]
- Campact zeigte sich solidarisch mit dem Umweltinstitut München. Dieses hatte den Pestizideinsatz auf Südtiroler Apfelplantagen kritisiert – daraufhin wurde ein Aktiver wegen übler Nachrede verklagt.[100] Campact startete den Appell „Redefreiheit für Pestizid-Kritiker*innen“, den knapp 250.000 Menschen unterschrieben.[101]
- Mitte September startete Campact einen Podcast mit dem Namen “Theory of Change”.[102] Man kann ihn über Spotify und andere Musikdienste hören. Im Podcast blicken Katrin Beushausen und Chris Methmann auf aktuelle politische Ereignisse. Gemeinsam mit Gästen diskutieren sie laut Eigenbeschreibung: Wie können wir uns einmischen – für mehr Gerechtigkeit, lebendige Demokratie und einen intakten Planeten?

### 2021
- Im Jahr 2021 wurde eine Petition gestartet, deren Ziel es ist, die Patente für die Impfstoffe gegen das neuartige Coronavirus SARS-CoV-2 freizugeben.[103]
- Im Vorfeld der Bundestagswahl 2021 warf der Verein der CDU unter dem Titel Die Klima-Blockierer vor, wirksame Maßnahmen zum Klimaschutz zu verhindern.[104] In einem Faktencheck der dpa vertritt diese die Meinung: „Manche Vorwürfe lassen sich durchaus erheben.“[105] Ein Teil der Behauptungen seien „falsch, überzogen“ oder ohne Kontext.[106] Im Wahlkampf engagierte sich Campact bundesweit in sechs Wahlkreisen und will unter anderem das Direktmandat von Hans-Georg Maaßen verhindert haben.[107]
- Mehr als eine Viertelmillion Menschen unterzeichneten den Campact-Appell „Kein Geld für die AfD-Stiftung!“[108] Die Bürgerbewegung adressierte hierbei Olaf Scholz (SPD), Annalena Baerbock (Grüne), Robert Habeck (Grüne) sowie Christian Lindner (FDP). Campact forderte sie auf, keine Mittel für die Stiftung der AfD bereitzustellen. Die Begründung: „Jährlich bis zu 70 Millionen Euro will die AfD für ihre Parteistiftung, die Desiderius-Erasmus-Stiftung (DES), aus Bundesmitteln haben. Hat sie damit Erfolg, kann die DES mit unseren Steuergeldern den Ausbau rechter Strukturen vorantreiben und öffentliche Diskurse massiv beeinflussen. Der Schaden für unsere Demokratie und die Zivilgesellschaft wäre immens.“[109]

### 2022
- Die erste Kampagne des Jahres forderte „Keine Atomkraft in der EU-Taxonomie“. Hintergrund war eine Entscheidung der EU-Kommission, ob Atomkraftwerk-Projekte in den Katalog nachhaltiger Anlageprojekte – die sogenannte EU-Taxonomie – aufgenommen werden.
- „Sinnlos-Flüge stoppen“ bezog sich auf Klima-schädliches Verhalten von Luftfahrtunternehmen, die ihre Flugzeuge auch leer oder fast ohne Passagiere starten ließen, nur um Start- und Landerechte für die Zeit nach der Corona-Pandemie zu behalten.[110]
- Anlässlich von Plänen des schwedischen Finanzinvestors EQT, die Wirtschaftsauskunftei Schufa zu übernehmen, mobilisierte Campact gegen einen Schufa-Verkauf, um befürchtete Abstriche beim Datenschutz zu verhindern.[111]
- Um die Finanzmittel des russischen Staates zur Kriegsführung gegen die Ukraine zu vermindern, forderte Campact in einem Offenen Brief den Importstopp für Öl, Gas und Kohle.
- Anstatt anlassloser Überwachung von Chat- und Messenger-Diensten wie von der EU geplant, forderte Campact das EU-weite Recht auf Verschlüsselung und den Ausschluss von Überwachungstechniken, die die Ende-zu-Ende-Verschlüsselung unterlaufen sowie außerdem die Verfolgung und Löschung gemeldeter Inhalte.[112]

### 2023
- Um Belastungen von Mensch, Tier und Umwelt zu beenden, setzt sich Campact für „Böllerverbot jetzt!“ ein.
- Zusammen mit der Organisation Finanzwende setzt sich Campact mit einem Appell gegen Pläne der Schufa ein.[113] Die Auskunftei hatte die App „Bonify“ gekauft und könnte damit Einblick in viele private Konten erlangen.[114]
- Edeka und weitere Supermärkte werden in einem Appell von Campact dazu aufgefordert, keine Erdbeeren aus von Dürre betroffenen Gebieten zu verkaufen.[115] Spezifisch geht es um den Doñana-Nationalpark in Andalusien. Hierauf reagierten auch zahlreiche spanische Zeitungen und Ministerpräsident Pedro Sánchez.[116]
- „Nie gab es mehr zu tun“ mit diesem Slogan zog die FDP 2021 in die Bundestagswahl. Campact griff im April 2023 dieses Motto auf und veranstaltete eine Protestaktion beim FDP-Parteitag.[117] Der Vorwurf: In puncto Klimaschutz sei noch zu wenig passiert, weil die FDP viele Vorhaben blockiere.
- Wehrhafte Demokratie: Höcke stoppen!: Appell an den Bundeskanzler Olaf Scholz (SPD), den SPD-Fraktionsvorsitzenden Ralf Mützenich, den CDU-Fraktionsvorsitzenden Friedrich Merz, die Grünen-Fraktionsvorsitzenden Katharina Dröge und Britta Haßelmann, den FDP-Fraktionsvorsitzenden Christian Dürr und den Vorsitzenden der Gruppe die Linke im Bundestag Dietmar Bartsch beim Bundesverfassungsgericht einen Antrag auf Entzug der Grundrechte (insbesondere des passiven Wahlrechts) von Björn Höcke nach Art. 18 Grundgesetz und § 39 Abs. 2 Bundesverfassungsgerichtsgesetz für Björn Hocke zu stellen.
- AfD-Landesverbände verbieten!: Forderung, die Landesverbände Thüringen, Sachsen-Anhalt und Sachsen der AfD zu verbieten. Diese wurden von den Landesämtern des deutschen Verfassungsschutzes als „gesichert rechtsextrem“ eingestuft.
- Im Dezember 2023 erstattete Campact Anzeigen bei verschiedenen Finanzämtern in Deutschland gegen den Bund der Steuerzahler (BdSt). Der Spiegel berichtete, in den Schreiben seien die Beamten aufgefordert worden, die Gemeinnützigkeit von insgesamt sechs Landesverbänden des Bundes der Steuerzahler (BdSt) zu überprüfen. Das Nachrichtenmagazin vermutet, es handle sich bei den Anzeigen um eine Retourkutsche, da Campact 2019 seine Gemeinnützigkeit verloren habe, weil es sich, so der Bundesfinanzhof (BFH) in einem Grundsatzurteil, zu sehr in die Tagespolitik einmische.[118]

### 2024
- Mit dem Ziel, die AfD bei den Landtagswahlen in Sachsen, Thüringen und Brandenburg möglichst „kleinzuhalten“, spendete Campact im August und September 2024 insgesamt mehrere Hunderttausend Euro an SPD, Bündnis 90/Die Grünen und Die Linke.[119][120] Allein über GoogleAds hat Campact im Laufe des Jahres 2024 rund 815.000 € für Anzeigen ausgegeben.[121]

### 2025
- Zur Bundestagswahl im Februar 2025 organisierte Campact Demonstrationen „gegen den Rechtsruck“ und Social-Media-Kampagnen. Unter anderem wurde dabei von der Wahl von Kleinparteien abgeraten.[122]